# Casino Central
Casino Central («Центральне казино») розташоване в місті Мар-дель-Плата, Аргентина, і є одним з найбільших гральних закладів країни.

## Огляд
Будівлі Casino Central розроблено архітектором Алехандро Бустільйо. Натхненні набережною Hôtel du Palais у Біарриці, Франція, казино разом з сусіднім готелем «Provincial» (відкритий 1950 року) є архітектурними пам'ятками міста Мар-дель-Плата, а також Аргентини. Оздоблення розробив відомий французький дизайнер Жан-Мішель Франк (який був в Аргентині на роботі в готелі Llao Llao) разом з місцевим домом дизайну інтер'єрів Casa Comte. Будівництво почалося 15 липня 1938 року за погодженням з губернатором провінції Буенос-Айрес від конкордансії Мануелем Фреско. Казино було відкрито 22 грудня 1939 року.
Будівлі-побратими Бустільйо були розроблені в еклектичному стилі, але з нагадуванням французької неокласичної архітектури. Будинки облицьовано цеглою та кварцитом, а зверху покриті шиферною мансардою. Бустільйо також спроектував розробку навколишньої Брістоль-Еспланади, або Казино Рамбла, і центральної площі, побудованої у 1938—1941 роках для казино та майбутнього готелю. Площа Вільяма Брауна розділяє будівлі-побратими і має широкі кам'яні сходи до моря. Їх обрамляють дві знакові статуї морських левів, вирізаними Хосе Фіораванті.
Казино було відреставровано в грудні 2007 року, готель знову відкрито у лютому 2009 року
Вхід у казино розташовувався на проспекті Патрісіо Перальта Рамос, але після ремонту 2007 року його перенесли на морську еспланаду. Ігровий простір включає основну залу з видом на Атлантичний океан, а також зали для ігор (140 столів, включаючи блекджек, баккара, лайки та рулетку) та ігрові автомати (630). Казино приймає близько 12.000 гравців на вечір під час літнього туристичного сезону та 18.000 щодня протягом різдвяних свят.